# Bitva o Melitopol
Bitva o Melitopol byla vojenským střetnutím mezi ruskou a ukrajinskou armádou během Ruskem vedené chersonské ofenzívy při invazi na Ukrajinu v roce 2022. Probíhala od 25. února do 1. března 2022, kdy bylo město obsazeno ruskými silami postupujícími z okupovaného Krymu. Ty se díky tomu mohly následně připojit k bitvě o strategicky významné město Mariupol a zajistit jeho obklíčení.
V Melitopolu a okolí však i po dobytí ruskými vojsky působilo silné partyzánské hnutí, které podnikalo množství sabotážních akcí, útoky na lokální proruské autority i přepady ruských vojenských jednotek.

## Pozadí
Melitopol byl před ruskou invazí druhým největším městem Záporožské oblasti s takřka 150 tisíci obyvateli. Leží na křižovatce silnic M-14 (E 58) a M-18 (E 105) a elekrifikované železniční trati mezinárodního významu ze Záporoží na Krym. Vzhledem k rovinatému terénu jižní Ukrajiny tvořilo město vzhledem ke své velikosti jedinou významnou překážku pro útok z Krymu na Mariupol.

## Průběh
Dne 25. února v 10.30 ruská vojska vstoupila do města. Podle guvernéra Záporožské oblasti Oleksandra Starucha Rusové ostřelovali obytné budovy i nemocnici, přičemž zabili 4 a zranili 10 lidí. Město padlo do rukou Rusů, protiútok Ukrajinců ho však dobyl zpět. 26. února na některých administrativních budovách města vlály ruské vlajky, ale ve městě stále probíhaly boje. 1. března Rusové zahájili nový útok na Melitopol a okolní města. Starosta Melitopolu Ivan Fedorov později oznámil, že město je dobyto Rusy.

## Následky
Již v prvních dnech po dobytí města se v Melitopolu odehrály masové protesty, které se Rusové snažili rozehnat střelbou do vzduchu. 11. března došlo k únosu starosty města Ivana Fedorova, propuštěn byl o několik dnů později výměnou za devět ruských vojáků. V oblasti se následně rozšířil ozbrojený odpor vedený příslušníky ukrajinských speciálních sil a místními partyzány. Do konce května 2022 si ukrajinská strana nárokovala například zničení obrněného vlaku, poškození úseku železniční trati a více než 100 zabitých ruských vojáků. Jedním z cílů ukrajinských sil bylo také zabránění konání referenda o připojení území k Ruské federaci.